# 西枇杷島町五畝割
西枇杷島町五畝割（にしびわじまちょうごせわり）は、愛知県清須市の地名。

## 地理

### 交通
- 東海道新幹線
- 東海道本線
- JR東海交通事業城北線

## 歴史

### 沿革
- 2005年（平成17年）7月7日 - 西春日井郡西枇杷島町五畝割が合併に伴い、清須市西枇杷島町五畝割となる[WEB 4][WEB 5]。

### WEB
1. ↑  “読み仮名データの促音・拗音を小書きで表記するもの(zip形式) 愛知県” (zip).   日本郵便 (2024年2月29日). 2024年3月26日閲覧。
2. ↑  “市外局番の一覧” (PDF).   総務省 (2022年3月1日). 2022年3月22日閲覧。
3. ↑  “ナンバープレートについて”.   一般社団法人愛知県自動車会議所. 2024年1月21日閲覧。
4. ↑  “愛知県清須市の郵便番号一覧”.   日本郵便. 2025年8月14日閲覧。
5. ↑  清須市役所市民環境部市民課 (2014年2月1日). “清須市の住所表示 西枇杷島町の場合”.   清須市. 2025年8月15日閲覧。